# Starsem

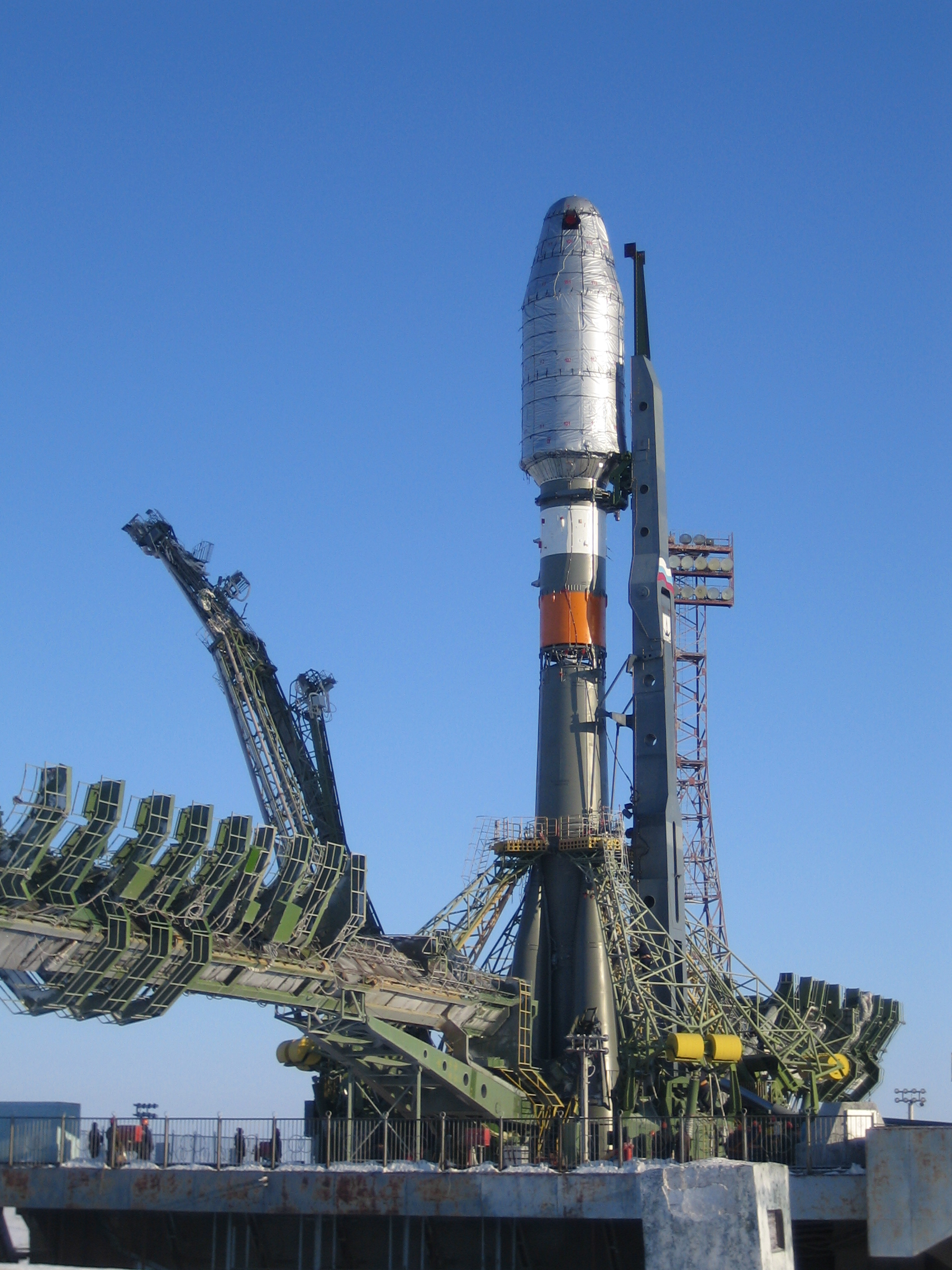
Fotografía del cohete Soyuz 2.

Starsem es una empresa franco-rusa que fue creada en 1998 para comercializar la lanzadera Soyuz. Starsem tiene los accionistas siguientes: 
- "TsSKB-Progress" Samara Space Center[1] (25%)
- EADS SPACE Transportation (35%)
- Arianespace (15%)
- Roscosmos